# Spoorviaduct Delft
Spoorviaduct Delft – wiadukt kolejowy w mieście Delft, w Holandii. Znajduje się na linii kolejowej Amsterdam – Haarlem – Haga – Roterdam, na północ od stacji Delft. Obiekt został otwarty w 1965 roku. Po planowanym na 2015 rok otwarciu tunelu Spoortunnel Delft wiadukt zostanie wyłączony z użytkowania i rozebrany.